# Hylte
La commune de Hylte est une commune du comté de Halland en Suède. 10 278 personnes y vivent. Son siège se trouve à Hyltebruk.

## Localités principales
- Brännegård
- Drängsered
- Hyltebruk
- Kinnared
- Landeryd
- Långaryd
- Nyby
- Rydöbruk
- Torup
- Unnaryd

## Personnalités liées à la ville
- Jennie Nilsson (1972-), femme politique suédoise.